# Кал ди Праде (Тревизо)
Кал ди Праде је насеље у Италији у округу Тревизо, региону Венето.
Према процени из 2011. у насељу је живело 23 становника. Насеље се налази на надморској висини од 24 м.